# Liga národů UEFA 2020/2021
Liga národů UEFA 2020/21 byla druhou sezónou Ligy národů UEFA, mezinárodní fotbalové soutěže, které se účastnilo 55 národních mužských fotbalových týmů z členských asociací UEFA. Konala se od září do listopadu 2020 (souboje ve skupinách), v říjnu 2021 (finále Ligy národů) a v březnu 2022, kdy se uskutečnilo "play-out", neboli souboje o udržení. Prvenství z předchozí sezóny obhajoval tým Portugalska.
Vítězem tohoto ročníku se stal tým Francie, která ve finále zdolala Španělsko výsledkem 2:1.
Tým Česka vyhrál svou skupinu v Lize B a pro další sezónu postoupil do Ligy A.

## Formát
Dne 24. září 2019 UEFA oznámila, že bude použit revidovaný formát pro druhé období soutěže 2020/21. 55 národních týmů z členských zemí UEFA bude rozděleno do čtyř lig. Ligy A, B a C, z nichž každá bude obsahovat 16 týmů, budou rozděleny do čtyř skupin po čtyřech týmech. V Lize D bude hrát 7 týmů rozdělených do dvou skupin, z nichž jedna bude obsahovat čtyři týmy a druhá tři týmy.

### Skupinová fáze
Jednotlivé týmy jsou přidělovány do lig na základě celkového žebříčku Ligy národů UEFA 2018/19. Každý tým bude hrát šest zápasů v rámci své skupiny (s výjimkou jedné skupiny v Lize D, která bude hrát čtyři), a to ve formě dvou utkání v září, říjnu a listopadu 2020. Ve skupině se bude hrát systémem doma-venku, každý s každým. Tento formát zaručí, že téměř všechny skupiny budou hrát poslední zápasy ve skupinách ve stejný čas. Změnou formátu se také zvýší celkový počet zápasů ze 138 na 162 a minimalizuje počet přátelských zápasů.
V nejvyšší Lize A týmy soutěží o titul šampióna Ligy národů UEFA. Čtyři vítězové skupin v Lize A se kvalifikují do finálového turnaje Ligy národů v červnu 2021, který se bude hrát ve vyřazovacím formátu, skládající se ze semifinále, souboje o třetí místo a finále. Hostitelská země bude vybrána ze čtyř kvalifikovaných týmů Výkonným výborem UEFA. Ve finále Ligy národů bude použit systém video asistenta rozhodčího (VAR).

### Postupy a sestupy
Týmy také soutěží o postup a sestup do vyšší nebo nižší ligy. Z Lig B, C a D postoupí výše vítězové skupin, zatímco poslední týmy skupin v Ligách A a B sestoupí. Protože v Lize C jsou čtyři skupiny a v Lize D pouze dvě, bude se hrát ještě souboj o udržení v Lize C mezi dvěma dvojicemi týmů z posledních míst ve skupinách Ligy C; zápasy se odehrají v březnu 2022. Dvojice budou sestaveny tak, že budou hrát čtvrtý nejhorší proti prvnímu nejhoršímu a třetí proti druhému; hrát se bude na dva zápasy, doma a venku. Tým, který vstřelí více gólů, zůstane v Lize C, zatímco poražený sestoupí do Ligy D. Pokud bude součet gólů stejný, bude rozhodovat pravidlo venkovních gólů; pokud se ani tak nerozhodne, přijde na řadu prodloužení a případně i penalty.

### Nasazení pro baráž na MS 2022
Liga národů UEFA může být částečně spojena s evropskou kvalifikací pro Mistrovství světa ve fotbale v Kataru v roce 2022, v závislosti na finálním potvrzení ze strany UEFA. UEFA nastínila předběžnou strukturu, která by záležela na výsledcích Ligy národů, i když v menší míře než baráž na Euro 2020. Deset vítězů kvalifikačních skupin by se kvalifikoval přímo. Deset týmů z druhých míst a dva týmy vybrány na základě celkového žebříčku Ligy národů 2020/21 postoupí do druhého kola (play-off). Ze 12 týmů by pak po vyřazovacích bojích, hraných na jeden zápas, zůstali 3 vítězové, kteří by se tak kvalifikovali na Mistrovství světa.

## Program Ligy národů
| Fáze            | Kolo         | Datum                 |
| --------------- | ------------ | --------------------- |
| Skupinová fáze  | 1. hrací den | 3.–5. září 2020       |
| Skupinová fáze  | 2. hrací den | 6.–8. září 2020       |
| Skupinová fáze  | 3. hrací den | 8.–10. říjen 2020     |
| Skupinová fáze  | 4. hrací den | 11.–13. říjen 2020    |
| Skupinová fáze  | 5. hrací den | 12.–14. listopad 2020 |
| Skupinová fáze  | 6. hrací den | 15.–17. listopad 2020 |
| Finálový turnaj | Semifinále   | 2.–3. červen 2021     |
| Finálový turnaj | o 3. místo   | 6. červen 2021        |
| Finálový turnaj | Finále       | 6. červen 2021        |
| Play-out        | První zápas  | 25.–25. březen 2022   |
| Play-out        | Druhý zápas  | 28.–29. březen 2022   |

## Nasazení týmů

Mapa ukazuje rozdělení týmů do jednotlivých lig.
Liga A
Liga B
Liga C
Liga D

Do soutěže se zapojí všech 55 národních týmů UEFA. Vzhledem ke změně formátu soutěže ze sezóny 2018/19 nakonec žádný tým nesestupoval. Kromě vítězů skupin postoupily týmy z druhých míst v Ligách C a D, spolu s nejlepším týmem na třetích místech ze skupin v Lize D.
Legenda:
| ↑  | Původní postup v předchozí sezóně (před změnou formátu) |
| +  | Původní sestup v předchozí sezóně (před změnou formátu) |
| ↑* | Postup po změně formátu                                 |

| Tým                 | Pos | Pořadí |
| ------------------- | --- | ------ |
| Portugalsko         |     | 1      |
| Nizozemsko          |     | 2      |
| Anglie              |     | 3      |
| Švýcarsko           |     | 4      |
| Belgie              |     | 5      |
| Francie             |     | 6      |
| Španělsko           |     | 7      |
| Itálie              |     | 8      |
| Bosna a Hercegovina | ↑   | 9      |
| Ukrajina            | ↑   | 10     |
| Dánsko              | ↑   | 11     |
| Švédsko             | ↑   | 12     |
| Chorvatsko          | +   | 13     |
| Polsko              | +   | 14     |
| Německo             | +   | 15     |
| Island              | +   | 16     |

| Tým           | Pos | Pořadí |
| ------------- | --- | ------ |
| Rusko         |     | 17     |
| Rakousko      |     | 18     |
| Wales         |     | 19     |
| Česko         |     | 20     |
| Skotsko       | ↑   | 21     |
| Norsko        | ↑   | 22     |
| Srbsko        | ↑   | 23     |
| Finsko        | ↑   | 24     |
| Slovensko     | +   | 25     |
| Turecko       | +   | 26     |
| Irsko         | +   | 27     |
| Severní Irsko | +   | 28     |
| Bulharsko     | ↑*  | 29     |
| Izrael        | ↑*  | 30     |
| Maďarsko      | ↑*  | 31     |
| Rumunsko      | ↑*  | 32     |

| Tým               | Pos | Pořadí |
| ----------------- | --- | ------ |
| Řecko             |     | 33     |
| Albánie           |     | 34     |
| Černá Hora        |     | 35     |
| Gruzie            | ↑   | 36     |
| Severní Makedonie | ↑   | 37     |
| Kosovo            | ↑   | 38     |
| Bělorusko         | ↑   | 39     |
| Kypr              | +   | 40     |
| Estonsko          | +   | 41     |
| Slovinsko         | +   | 42     |
| Litva             | +   | 43     |
| Lucembursko       | ↑*  | 44     |
| Arménie           | ↑*  | 45     |
| Ázerbájdžán       | ↑*  | 46     |
| Kazachstán        | ↑*  | 47     |
| Moldavsko         | ↑*  | 48     |

| Tým             | Pořadí |
| --------------- | ------ |
| Gibraltar       | 49     |
| Faerské ostrovy | 50     |
| Lotyšsko        | 51     |
| Lichtenštejnsko | 52     |
| Andorra         | 53     |
| Malta           | 54     |
| San Marino      | 55     |

## Liga A
| Legenda                   |
| ------------------------- |
| Postup na finálový turnaj |
| Sestup do Ligy B          |

### Skupina 1
| Tým                 | Z | V | R | P | VB | OB | +/- | B  |
| ------------------- | - | - | - | - | -- | -- | --- | -- |
| Itálie              | 6 | 3 | 3 | 0 | 7  | 2  | +5  | 12 |
| Nizozemsko          | 6 | 3 | 2 | 1 | 7  | 4  | +3  | 11 |
| Polsko              | 6 | 2 | 1 | 3 | 6  | 6  | 0   | 7  |
| Bosna a Hercegovina | 6 | 0 | 2 | 4 | 3  | 11 | –8  | 2  |

| Tým                 | Itálie | Nizozemsko | Polsko | Bosna a Hercegovina |
| ------------------- | ------ | ---------- | ------ | ------------------- |
| Itálie              |        | 1:1        | 2:0    | 1:1                 |
| Nizozemsko          | 0:1    |            | 1:0    | 3:1                 |
| Polsko              | 0:0    | 1:2        |        | 3:0                 |
| Bosna a Hercegovina | 0:2    | 0:0        | 1:2    |                     |

### Skupina 2
| Tým    | Z | V | R | P | VB | OB | +/- | B  |
| ------ | - | - | - | - | -- | -- | --- | -- |
| Belgie | 6 | 5 | 0 | 1 | 16 | 6  | +10 | 15 |
| Dánsko | 6 | 3 | 1 | 2 | 8  | 7  | +1  | 10 |
| Anglie | 6 | 3 | 1 | 2 | 7  | 4  | +3  | 10 |
| Island | 6 | 0 | 0 | 6 | 3  | 17 | –14 | 0  |

| Tým    | Belgie | Dánsko | Anglie | Island |
| ------ | ------ | ------ | ------ | ------ |
| Belgie |        | 4:2    | 2:0    | 5:1    |
| Dánsko | 0:2    |        | 0:0    | 2:1    |
| Anglie | 2:1    | 0:1    |        | 4:0    |
| Island | 1:2    | 0:3    | 0:1    |        |

1. 1 2  Počet získaných bodů ve vzájemných zápasech: Dánsko 4, Anglie 1.

### Skupina 3
| Tým         | Z | V | R | P | VB | OB | +/- | B  |
| ----------- | - | - | - | - | -- | -- | --- | -- |
| Francie     | 6 | 5 | 1 | 0 | 12 | 5  | +8  | 16 |
| Portugalsko | 6 | 4 | 1 | 1 | 12 | 4  | +8  | 13 |
| Chorvatsko  | 6 | 1 | 0 | 5 | 9  | 16 | –7  | 3  |
| Švédsko     | 6 | 1 | 0 | 5 | 5  | 13 | –8  | 3  |

| Tým         | Francie | Portugalsko | Chorvatsko | Švédsko |
| ----------- | ------- | ----------- | ---------- | ------- |
| Francie     |         | 0:0         | 4:2        | 4:2     |
| Portugalsko | 0:1     |             | 4:1        | 3:0     |
| Chorvatsko  | 1:2     | 2:3         |            | 2:1     |
| Švédsko     | 0:1     | 0:2         | 2:1        |         |

1. 1 2  Počet získaných bodů, skóre i branky na hřišti soupeře ve vzájemných zápasech jsou shodné. Celkový rozdíl skóre: Chorvatsko –7, Švédsko –8.

### Skupina 4
| Tým       | Z | V | R | P | VB | OB | +/- | B  |
| --------- | - | - | - | - | -- | -- | --- | -- |
| Španělsko | 6 | 3 | 2 | 1 | 13 | 3  | +10 | 11 |
| Německo   | 6 | 2 | 3 | 1 | 10 | 13 | –3  | 9  |
| Švýcarsko | 6 | 1 | 3 | 2 | 9  | 8  | +1  | 6  |
| Ukrajina  | 6 | 2 | 0 | 4 | 5  | 13 | –8  | 6  |

| Tým       | Španělsko | Německo | Švýcarsko | Ukrajina |
| --------- | --------- | ------- | --------- | -------- |
| Španělsko |           | 6:0     | 1:0       | 4:0      |
| Německo   | 1:1       |         | 3:3       | 3:1      |
| Švýcarsko | 1:1       | 1:1     |           | 3:0      |
| Ukrajina  | 1:0       | 1:2     | 2:1       |          |

1. 1 2  Počet získaných bodů ve vzájemných zápasech je shodný. Rozdíl skóre ze vzájemných zápasů: Švýcarsko +2, Ukrajina –2.
2. ↑  Vítězství 3:0 bylo Švýcarsku přiznáno kontumačně, utkání se nesehrálo kvůli zjištěné nákaze virem CoViD-19 v ukrajinském týmu během předzápasových testů.

### Finálový turnaj
Všechny časy zápasů jsou uvedeny ve středoevropském letním čase (UTC +2).

#### Pavouk
|  | Semifinále | Semifinále | Semifinále |  |  | Finále      | Finále      | Finále      |
|  |            |            |            |  |  |             |             |             |
|  |            | Itálie     | 1          |  |  |             |             |             |
|  |            | Španělsko  | 2          |  |  |             |             |             |
|  |            |            |            |  |  |             | Španělsko   | 1           |
|  |            |            |            |  |  |             | Francie     | 2           |
|  |            | Belgie     | 2          |  |  |             |             |             |
|  |            | Francie    | 3          |  |  | Třetí místo | Třetí místo | Třetí místo |
|  |            |            |            |  |  |             | Itálie      | 2           |
|  |            |            |            |  |  |             | Belgie      | 1           |

#### Semifinále
| 6. října 2021 20:45 |     |                   |                                                           |
| Itálie              | 1:2 | Španělsko         | San Siro, Milán, diváci: 33 524 rozhodčí: Sergej Karasjov |
| Pellegrini 83'      |     | Torres 17', 45+2' | San Siro, Milán, diváci: 33 524 rozhodčí: Sergej Karasjov |

| 7. října 2021 20:45     |     |                                             |                                                                 |
| Belgie                  | 2:3 | Francie                                     | Juventus Stadium, Turín diváci: 12 409 rozhodčí: Daniel Siebert |
| Carrasco 37' Lukaku 40' |     | Benzema 62' Mbappé 69' (pen.) Hernandéz 90' | Juventus Stadium, Turín diváci: 12 409 rozhodčí: Daniel Siebert |

#### Zápas o 3. místo
| 10. října 2021 15:00    |     |                  |                                                                  |
| Itálie                  | 2:1 | Belgie           | Juventus Stadium, Turín diváci: 16 724 rozhodčí: Srđan Jovanović |
| Barella 46' Berardi 65' |     | De Ketelaere 86' | Juventus Stadium, Turín diváci: 16 724 rozhodčí: Srđan Jovanović |

#### Finále
| 10. října 2021 20:45 |     |                        |                                                         |
| Španělsko            | 1:2 | Francie                | San Siro, Milán diváci: 31 511 rozhodčí: Anthony Taylor |
| Oyarzabal 64'        |     | Benzema 66' Mbappé 80' | San Siro, Milán diváci: 31 511 rozhodčí: Anthony Taylor |

## Liga B
| Legenda          |
| ---------------- |
| Postup do Ligy A |
| Sestup do Ligy C |

### Skupina 1
| Tým           | Z | V | R | P | VB | OB | +/- | B  |
| ------------- | - | - | - | - | -- | -- | --- | -- |
| Rakousko      | 6 | 4 | 1 | 1 | 9  | 6  | +3  | 13 |
| Norsko        | 6 | 3 | 1 | 2 | 12 | 7  | +5  | 10 |
| Rumunsko      | 6 | 2 | 2 | 2 | 8  | 9  | –1  | 8  |
| Severní Irsko | 6 | 0 | 2 | 4 | 4  | 11 | –7  | 2  |

| Tým           | Rakousko | Norsko | Rumunsko | Severní Irsko |
| ------------- | -------- | ------ | -------- | ------------- |
| Rakousko      |          | 1:1    | 2:3      | 2:1           |
| Norsko        | 1:2      |        | 4:0      | 1:0           |
| Rumunsko      | 0:1      | 3:0    |          | 1:1           |
| Severní Irsko | 0:1      | 1:5    | 1:1      |               |

1. ↑  Vítězství 3:0 bylo Rumunsku přiznáno kontumačně, utkání se nesehrálo kvůli zjištěné nákaze virem CoViD-19 v norském týmu během předzápasových testů.

### Skupina 2
| Tým       | Z | V | R | P | VB | OB | +/- | B  |
| --------- | - | - | - | - | -- | -- | --- | -- |
| Česko     | 6 | 4 | 0 | 2 | 9  | 5  | +4  | 12 |
| Skotsko   | 6 | 3 | 1 | 2 | 5  | 4  | +1  | 10 |
| Izrael    | 6 | 2 | 2 | 2 | 7  | 7  | 0   | 8  |
| Slovensko | 6 | 1 | 1 | 4 | 5  | 10 | –5  | 4  |

| Tým       | Česko | Skotsko | Izrael | Slovensko |
| --------- | ----- | ------- | ------ | --------- |
| Česko     |       | 1:2     | 1:0    | 2:0       |
| Skotsko   | 1:0   |         | 1:1    | 1:0       |
| Izrael    | 1:2   | 1:0     |        | 1:1       |
| Slovensko | 1:3   | 1:0     | 2:3    |           |

### Skupina 3
| Tým      | Z | V | R | P | VB | OB | +/- | B  |
| -------- | - | - | - | - | -- | -- | --- | -- |
| Maďarsko | 4 | 3 | 2 | 1 | 7  | 4  | +3  | 11 |
| Rusko    | 4 | 2 | 2 | 2 | 9  | 12 | –3  | 8  |
| Srbsko   | 4 | 1 | 3 | 2 | 9  | 7  | +2  | 6  |
| Turecko  | 4 | 1 | 3 | 2 | 6  | 8  | –2  | 6  |

| Tým      | Maďarsko | Rusko | Srbsko | Turecko |
| -------- | -------- | ----- | ------ | ------- |
| Maďarsko |          | 2:3   | 1:1    | 2:0     |
| Rusko    | 0:0      |       | 3:1    | 1:1     |
| Srbsko   | 0:1      | 5:0   |        | 0:0     |
| Turecko  | 0:1      | 3:2   | 2:2    |         |

1. 1 2  Počet získaných bodů ve vzájemných zápasech je shodný. Vstřelené branky na hřišti soupeře: Srbsko 2, Turecko 0.

### Skupina 4
| Tým       | Z | V | R | P | VB | OB | +/- | B  |
| --------- | - | - | - | - | -- | -- | --- | -- |
| Wales     | 6 | 5 | 1 | 0 | 7  | 1  | +6  | 16 |
| Finsko    | 6 | 4 | 0 | 2 | 7  | 5  | +2  | 12 |
| Irsko     | 6 | 0 | 3 | 3 | 1  | 4  | –3  | 3  |
| Bulharsko | 6 | 0 | 2 | 4 | 2  | 7  | –5  | 2  |

| Tým       | Wales | Finsko | Irsko | Bulharsko |
| --------- | ----- | ------ | ----- | --------- |
| Wales     |       | 3:1    | 1:0   | 1:0       |
| Finsko    | 0:1   |        | 1:0   | 2:0       |
| Irsko     | 0:0   | 0:1    |       | 0:0       |
| Bulharsko | 0:1   | 1:2    | 1:1   |           |

## Liga C
| Legenda            |
| ------------------ |
| Postup do Ligy B   |
| Play-out o udržení |

### Skupina 1
| Tým         | Z | V | R | P | VB | OB | +/- | B  |
| ----------- | - | - | - | - | -- | -- | --- | -- |
| Černá Hora  | 6 | 4 | 1 | 1 | 10 | 2  | +8  | 13 |
| Lucembursko | 6 | 3 | 1 | 2 | 7  | 5  | +2  | 10 |
| Ázerbájdžán | 6 | 1 | 3 | 2 | 2  | 4  | –2  | 6  |
| Kypr        | 6 | 1 | 1 | 4 | 2  | 10 | –8  | 4  |

| Tým         | Černá Hora | Lucembursko | Ázerbájdžán | Kypr |
| ----------- | ---------- | ----------- | ----------- | ---- |
| Černá Hora  |            | 1:2         | 2:0         | 4:0  |
| Lucembursko | 0:1        |             | 0:0         | 2:0  |
| Ázerbájdžán | 0:0        | 1:2         |             | 0:0  |
| Kypr        | 0:2        | 2:1         | 0:1         |      |

### Skupina 2
| Tým               | Z | V | R | P | VB | OB | +/- | B  |
| ----------------- | - | - | - | - | -- | -- | --- | -- |
| Arménie           | 6 | 3 | 2 | 1 | 9  | 6  | +3  | 11 |
| Severní Makedonie | 6 | 2 | 3 | 1 | 9  | 8  | +1  | 9  |
| Gruzie            | 6 | 1 | 4 | 1 | 6  | 6  | 0   | 7  |
| Estonsko          | 6 | 0 | 3 | 3 | 5  | 9  | –4  | 3  |

| Tým               | Arménie | Severní Makedonie | Gruzie | Estonsko |
| ----------------- | ------- | ----------------- | ------ | -------- |
| Arménie           |         | 1:0               | 2:2    | 2:0      |
| Severní Makedonie | 2:1     |                   | 1:1    | 2:1      |
| Gruzie            | 1:2     | 1:1               |        | 0:0      |
| Estonsko          | 1:1     | 3:3               | 0:1    |          |

### Skupina 3
| Tým       | Z | V | R | P | VB | OB | +/- | B  |
| --------- | - | - | - | - | -- | -- | --- | -- |
| Slovinsko | 6 | 4 | 2 | 0 | 8  | 1  | +7  | 14 |
| Řecko     | 6 | 3 | 3 | 0 | 6  | 1  | +5  | 12 |
| Kosovo    | 6 | 1 | 2 | 3 | 4  | 6  | –2  | 5  |
| Moldavsko | 6 | 0 | 1 | 5 | 1  | 11 | –10 | 1  |

| Tým       | Slovinsko | Řecko | Kosovo | Moldavsko |
| --------- | --------- | ----- | ------ | --------- |
| Slovinsko |           | 0:0   | 2:1    | 1:0       |
| Řecko     | 0:0       |       | 0:0    | 2:0       |
| Kosovo    | 0:1       | 1:2   |        | 1:0       |
| Moldavsko | 0:4       | 0:2   | 1:1    |           |

### Skupina 4
| Tým        | Z | V | R | P | VB | OB | +/- | B  |
| ---------- | - | - | - | - | -- | -- | --- | -- |
| Albánie    | 6 | 3 | 2 | 1 | 8  | 4  | +4  | 11 |
| Bělorusko  | 6 | 3 | 1 | 2 | 10 | 8  | +2  | 10 |
| Litva      | 6 | 2 | 2 | 2 | 5  | 7  | –2  | 8  |
| Kazachstán | 6 | 1 | 1 | 4 | 5  | 9  | –4  | 4  |

| Tým        | Albánie | Bělorusko | Litva | Kazachstán |
| ---------- | ------- | --------- | ----- | ---------- |
| Albánie    |         | 3:2       | 0:1   | 3:1        |
| Bělorusko  | 0:2     |           | 2:0   | 2:0        |
| Litva      | 0:0     | 2:2       |       | 0:2        |
| Kazachstán | 0:0     | 1:2       | 1:2   |            |

### Play-out o udržení
| Tým 1     | Skóre          | Tým 2      | 1. zápas | 2. zápas |
| --------- | -------------- | ---------- | -------- | -------- |
| Moldavsko | 2:2 (4:5 pen.) | Kazachstán | 1:2      | 1:0      |
| Estonsko  | 0:2            | Kypr       | 0:0      | 0:2      |

## Liga D
| Legenda          |
| ---------------- |
| Postup do Ligy C |

### Skupina 1
| Tým             | Z | V | R | P | VB | OB | +/- | B  |
| --------------- | - | - | - | - | -- | -- | --- | -- |
| Faerské ostrovy | 6 | 3 | 3 | 0 | 9  | 5  | +4  | 12 |
| Malta           | 6 | 2 | 3 | 1 | 8  | 6  | +2  | 9  |
| Lotyšsko        | 6 | 1 | 4 | 1 | 8  | 4  | +4  | 7  |
| Andorra         | 6 | 0 | 2 | 4 | 1  | 11 | –10 | 1  |

| Tým             | Faerské ostrovy | Malta | Lotyšsko | Andorra |
| --------------- | --------------- | ----- | -------- | ------- |
| Faerské ostrovy |                 | 3:2   | 1:1      | 2:0     |
| Malta           | 1:1             |       | 1:1      | 3:1     |
| Lotyšsko        | 1:1             | 0:1   |          | 0:0     |
| Andorra         | 0:1             | 0:0   | 0:5      |         |

### Skupina 2
| Tým             | Z | V | R | P | VB | OB | +/- | B |
| --------------- | - | - | - | - | -- | -- | --- | - |
| Gibraltar       | 4 | 2 | 2 | 0 | 3  | 1  | +2  | 8 |
| Lichtenštejnsko | 4 | 1 | 2 | 1 | 3  | 2  | +1  | 5 |
| San Marino      | 4 | 0 | 2 | 2 | 0  | 3  | –3  | 2 |

| Tým             | Gibraltar | Lichtenštejnsko | San Marino |
| --------------- | --------- | --------------- | ---------- |
| Gibraltar       |           | 1:1             | 1:0        |
| Lichtenštejnsko | 0:1       |                 | 0:0        |
| San Marino      | 0:0       | 0:2             |            |

## Celkové pořadí
Celkové pořadí bylo použito pro nasazování do kvalifikačních košů pro kvalifikaci
| Pořadí | Tým                 | Zápasy | Body |
| ------ | ------------------- | ------ | ---- |
| 1      | Francie             | 6      | 16   |
| 2      | Španělsko           | 6      | 11   |
| 3      | Itálie              | 6      | 12   |
| 4      | Belgie              | 6      | 15   |
|        |                     |        |      |
| 5      | Portugalsko         | 6      | 13   |
| 6      | Nizozemsko          | 6      | 11   |
| 7      | Dánsko              | 6      | 10   |
| 8      | Německo             | 6      | 9    |
|        |                     |        |      |
| 9      | Anglie              | 6      | 10   |
| 10     | Polsko              | 6      | 7    |
| 11     | Švýcarsko           | 5      | 6    |
| 12     | Chorvatsko          | 6      | 3    |
|        |                     |        |      |
| 13     | Ukrajina            | 5      | 6    |
| 14     | Švédsko             | 6      | 3    |
| 15     | Bosna a Hercegovina | 6      | 2    |
| 16     | Island              | 6      | 0    |

| Pořadí | Tým           | Zápasy | Body |
| ------ | ------------- | ------ | ---- |
| 17     | Wales         | 6      | 16   |
| 18     | Rakousko      | 6      | 13   |
| 19     | Česko         | 6      | 12   |
| 20     | Maďarsko      | 6      | 11   |
|        |               |        |      |
| 21     | Finsko        | 6      | 12   |
| 22     | Norsko        | 6      | 10   |
| 23     | Skotsko       | 6      | 10   |
| 24     | Rusko         | 6      | 8    |
|        |               |        |      |
| 25     | Izrael        | 6      | 8    |
| 26     | Rumunsko      | 6      | 8    |
| 27     | Srbsko        | 6      | 6    |
| 28     | Irsko         | 6      | 3    |
|        |               |        |      |
| 29     | Turecko       | 6      | 6    |
| 30     | Slovensko     | 6      | 4    |
| 31     | Bulharsko     | 6      | 2    |
| 32     | Severní Irsko | 6      | 2    |

| Pořadí | Tým               | Zápasy | Body |
| ------ | ----------------- | ------ | ---- |
| 33     | Slovinsko         | 6      | 14   |
| 34     | Černá Hora        | 6      | 13   |
| 35     | Albánie           | 6      | 11   |
| 36     | Arménie           | 6      | 11   |
|        |                   |        |      |
| 37     | Řecko             | 6      | 12   |
| 38     | Bělorusko         | 6      | 10   |
| 39     | Lucembursko       | 6      | 10   |
| 40     | Severní Makedonie | 6      | 9    |
|        |                   |        |      |
| 41     | Litva             | 6      | 8    |
| 42     | Gruzie            | 6      | 7    |
| 43     | Ázerbájdžán       | 6      | 6    |
| 44     | Kosovo            | 6      | 5    |
|        |                   |        |      |
| 45     | Kazachstán        | 6      | 4    |
| 46     | Kypr              | 6      | 4    |
| 47     | Estonsko          | 6      | 3    |
| 48     | Moldavsko         | 6      | 1    |

| Pořadí | Tým             | Zápasy | Body |
| ------ | --------------- | ------ | ---- |
| 49     | Gibraltar       | 4      | 8    |
| 50     | Faerské ostrovy | 4      | 6    |
|        |                 |        |      |
| 51     | Lichtenštejnsko | 4      | 5    |
| 52     | Malta           | 4      | 5    |
|        |                 |        |      |
| 53     | Lotyšsko        | 4      | 3    |
| 54     | San Marino      | 4      | 2    |
|        |                 |        |      |
| 55     | Andorra         | 6      | 2    |

## Nasazení do Kvalifikace na Mistrovství světa 2022 - druhé kolo
Dva nejlepší vítězové skupin Ligy národů se probojují do druhého kola kvalifikace na mistrovství světa 2022
| Divize | Tým             | Pořadí |
| ------ | --------------- | ------ |
| A      | Francie         | 1      |
| A      | Španělsko       | 2      |
| A      | Itálie          | 3      |
| A      | Belgie          | 4      |
| B      | Wales           | 17     |
| B      | Rakousko        | 18     |
| B      | Česko           | 19     |
| B      | Maďarsko        | 20     |
| C      | Slovinsko       | 33     |
| C      | Černá Hora      | 34     |
| C      | Albánie         | 35     |
| C      | Arménie         | 36     |
| D      | Gibraltar       | 49     |
| D      | Faerské ostrovy | 50     |